# البرهان للطيران
شركة البرهان للطيران هي شركة طيران عراقية خاصة، يتواجد مقرها في المطار الدولي للعاصمة العراقية بغداد، و تعد الشركة العراقية الوحيدة التي توفر خدمة مروحيات الأجرة في البلاد.
و قد حصلت على شهادة المستثمر الجوي من قسم السلامة الجوية في سلطة الطيران المدني، التابع لوزارة النقل العراقية، في تاريخ 24 فبراير 2014.
و قد حصلت الشركة على شهادة AOC بصفتها أول شركة طيران عمودي عراقية تحصل على هذا النوع من الشهادات، واجتيازها لكل مراحل الاختبارات الموضوعة من طرف سلطة الطيران المدني العراقي و المنظمة الدولية للطيران ICAO.
تتعاون شركة البرهان للطيران مع  قيادة الدفاع الجوي العراقي في مجال النقل الجوي الخاص واعطاء الموافقات والتصاريح بما يتناسب مع التطور الحاصل في هذا المجال، كما أنها تعد شريكاً أساسياً لرجال الأعمال العراقيين والأجانب، بالإضافة للعديد من شركات النفط، وتهدف الشركة إلى توفير خدمات النقل عن طريق طائرات الهليكوبتر من طراز أجستاويستلاند الإيطالي الصنع.
كما تهدف الشركة إلى مساعدة مستخدميها على تفادي الزحام المروري، و تجنب خطر نقاط التفتيش الغير مؤمنة، إضافة إلى توفير الوقت والمال.

## الشراكات
بشراكة مع خبير المروحيات الألماني Rotorflug الذي يقدم خدماته في جميع أنحاء العالم منذ 1972، تقدم شركة البرهان للطيران العديد من الخدمات الجوية، بما في ذلك على سبيل المثال لا الحصر النقل التجاري، الإجلاء الطبي، نقل الطوارئ والرحلات الجوية الخاصة.
كما تعد شركة البرهان من الشركاء الأساسيين لقيادة الدفاع الجوي العراقي في مجال النقل الجوي الخاص، وشريكاً أساسياً للعديد من رجال الأعمال العراقيين والأجانب.

## حول الشركة
| تاريخ الإنشاء     | 2014                                                     |
| ----------------- | -------------------------------------------------------- |
| المطارات الرئيسية | مطار بغداد الدولي                                        |
| المقر الرئيسي     | بغداد - العراق                                           |
| موقع الويب        | www.alburhanairways.com                                  |
| الأسطول           | أغستاوستلاند - AgustaWestland                            |
| الشهادات          | Air Operator Certificate (AOC) Operational Authorisation |
| عدد الربابنة      | 4                                                        |